# Savigny (Vaud)
Savigny es una comuna suiza del cantón de Vaud, situada en el distrito de Lavaux-Oron. Limita al norte con las comunas de Montpreveyres y Servion, al este con Forel (Lavaux), al sur con Bourg-en-Lavaux, Lutry, Belmont-sur-Lausanne, Pully, y al oeste con Lausana. 
La comuna hizo parte hasta el 31 de diciembre de 2007 del distrito de Lavaux, círculo de Lutry.

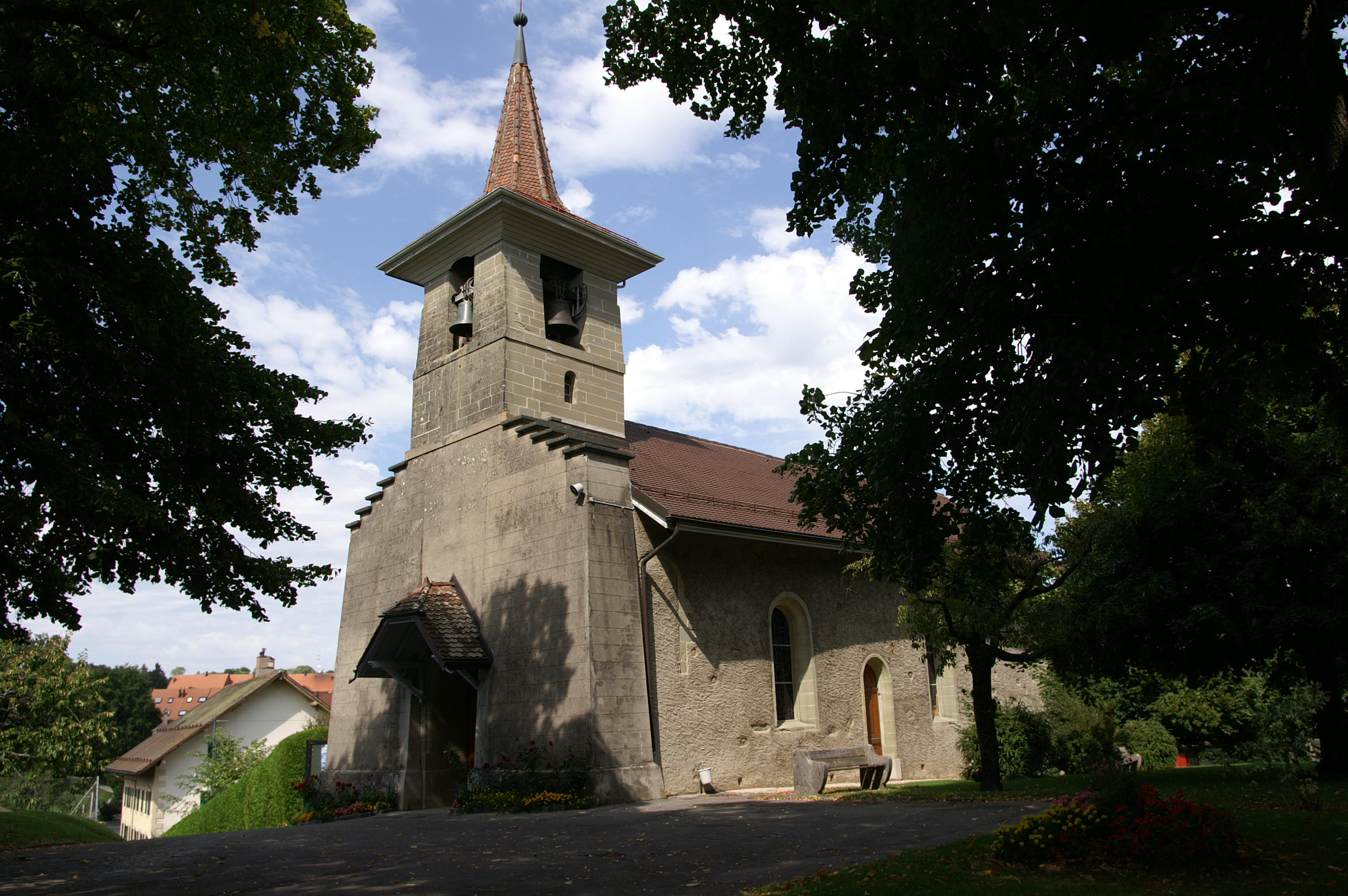
Iglesia de Savigny.